# Groupe scolaire Karl-Marx
Le groupe scolaire Karl-Marx, anciennement groupe scolaire Jean-Jaurès, est un ensemble éducatif de Villejuif, dans le Val-de-Marne, en France.

## Histoire
Bâti à Villejuif en 1932-1933 puis agrandi en 1945, il est l'œuvre de l'architecte André Lurçat. Il fait suite à un concours organisé par le maire communiste de l'époque Paul Vaillant-Couturier. La zone choisie n'est pas occupée car elle se situe dans des champs.
Le groupe scolaire comprend des classes maternelles et primaires, un cabinet médical, des logements pour instituteurs et un gymnase-stade.
Appelé initialement groupe scolaire Jean-Jaurès (Jean Jaurès), il est renommé groupe scolaire Karl-Marx (Karl Marx) par la suite.
Depuis 2006, les Archives communales de Villejuif conservent des documents portant sur la construction du groupe scolaire Karl-Marx essentiellement issus des années 1930. 

## Description
L'édifice est en béton armé dont l'aspect brut a été conservé. Il dispose de toits-terrasse et de menuiseries métalliques peintes en rouge foncé. Cela le place comme un bâtiment d'avant-garde pour l'époque.
L'architecture est inspirée du Bauhaus.

## Localisation
Le groupe scolaire Karl-Marx est situé avenue Karl-Marx à Villejuif.

## Protection
Le groupe scolaire a été inscrit au titre des monuments historiques par arrêté du 15 janvier 1975, puis classé au titre des monuments historiques par arrêté le 31 octobre 1996.
Son gymnase-stade, le stade Karl-Marx, fait l'objet d'une inscription au titre monuments historiques.